# Thelidium fontigenum
Thelidium fontigenum är en lavart som beskrevs av A. Massal. Thelidium fontigenum ingår i släktet Thelidium och familjen Verrucariaceae.  Arten är reproducerande i Sverige. Inga underarter finns listade i Catalogue of Life.